# Swiss Textiles
Swiss Textiles ist der Verband der Schweizer Textilbranche. Er vertritt deren Interessen in Wirtschaft, Politik und Öffentlichkeit und kümmert sich um die Berufsbildung der Textilbranche.

## Organisation und Mitglieder
Die Tätigkeiten des Verbandes orientieren sich an fünf strategischen Schwerpunkten: Design, Nachhaltigkeit, Fachkräfte, Technologie, Wirtschaftspolitik. Für jeden Schwerpunkt unterhält der Verband ein Fachgremium, in welchem sich die Mitglieder engagieren und mit ihrer Expertise einbringen können.
SwissTextiles zählt heute rund 250 KMU zu seinen Mitgliedern.